# 大家來修禮
《大家來修禮》是2003年中華民國教育部社會教育司（今終身教育司）委託中華電視公司（華視）教學事業處製播的禮儀教育節目，透過簡短影片說明國人應有的禮儀。華視主頻道首播期間為2003年2月24日至2003年4月19日，播出時段為週一至週五12:36～12:46及週六10:55～11:00，每週播出六集，每集長度為五分鐘。華視主頻道播畢後，華視教育文化頻道曾在每整點前不定時重播。無論是國內禮儀與國際禮儀，以及國人時常犯錯的禮儀，該節目都會提出糾正並說明其錯誤處。
該節目有發售VCD公開播映版，一套四片；每套總片長約270分鐘，分為「食篇」、「衣篇」、「住篇」、「行篇」、「育篇」、「樂篇」、「國際禮儀一」、「國際禮儀二」等八篇，每篇底下各有六個單元。

## 概要
每集首先由女主持人「阿修」謝雅琳與男主持人「阿禮」舒宗浩作簡單開場。開場之後，兩位主持人與其他演員合演短劇，以詼諧的方式介紹一些國人在禮儀上容易犯的錯誤，並由劇中演員「不正確」的示範說明其錯誤處，並由旁白（OS）說明：影片中的人物犯了什麼樣的「不禮貌行為」，正確的行為又是怎樣展現的。除了真人演出外，也請一些相關行業的人士，如導遊、餐廳經理等，解釋其禮儀的道理。

## 內容舉例
1. 吃西餐時，左手應拿刀，右手應拿叉；當刀切好牛排的肉時，刀由原本持左手換至右手，再行吃牛排，如此反覆；不應直接以左手持刀吃牛排。
2. 看電影時，應準時到達座位，不可以晚到；如吃東西時，不可以妨礙其他觀眾，也不可以大聲喧嘩。就算事先看過劇情，也不能討論劇情內容；以免影響其他觀眾的欣賞情緒，降低其興致。
3. 欣賞藝術作品時，不可以隨意觸摸作品；欣賞作品時，不可以飲食，不可以大聲喧嘩或嬉戲，更不能批評作品。未經許可，不得隨意攝影或錄音，否則可能觸犯著作權法。
4. 在一些國際賭場內，穿著應該正式，不可以太邋遢，不可以穿短褲。
5. 在飯店住宿時，不可以把飯店提供的牙刷、毛巾、拖鞋等物品攜出飯店。
6. 港式飲茶的第一杯水是用來洗筷子的，不能喝。
7. 在日本泡溫泉時，不可以穿著泳衣進入溫泉池，更不可以在溫泉池內洗澡。
8. 在東南亞國家，如遇到比丘等在修行，女性不可以直接碰觸比丘。
9. 在東南亞國家的小販購物時，不可以用腳趾指著小販的銷售物品。對東南亞國家而言，腳是不純潔的事物。
10. 兩名男性與一名女性共同走在路上時，女性應站在兩名男性之間；如此，女性若發生什麼狀況，可以由男性立即處理。